# Charles Thias
Charles Henry Robert Thias (* 15. November 1879 in Illinois; † 19. November 1922 in San Francisco, Kalifornien) war ein US-amerikanischer Tauzieher.

## Erfolge
Charles Thias nahm an den Olympischen Spielen 1904 in St. Louis für die zweite Mannschaft des Southwest Turnverein of St. Louis teil. Im Viertelfinale hatte die Mannschaft zunächst ein Freilos und traf anschließend im Halbfinale auf den New York Athletic Club. Das Halbfinale ging ebenso verloren wie das Duell in der Hoffnungsrunde gegen die erste Mannschaft des Southwest Turnverein of St. Louis. Da der im Finale unterlegene New York Athletic Club weder zum Duell um Silber noch zum abschließenden Duell um Bronze antrat, erhielten Thias sowie Charles Haberkorn, Harry Jacobs, Frank Kugler und Oscar Friede kampflos die Bronzemedaille.